# 1800 au théâtre
| Années du théâtre : 1797 - 1798 - 1799 - 1800 - 1801 - 1802 - 1803    |
| Décennies du théâtre : 1770 - 1780 - 1790 - 1800 - 1810 - 1820 - 1830 |

## Pièces de théâtre publiées
- Wallenstein et Marie Stuart, drames historiques en vers de Friedrich Schiller
- Traduction en allemand du Macbeth de Shakespeare par Schiller
- Pixerécourt, Coelina ou l'Enfant du mystère

## Pièces de théâtre représentées
- 22 mars : Pinto, ou la Journée d'une conspiration, comédie historique de Népomucène Lemercier, Paris, Comédie-Française.
- 14 juin : Marie Stuart, tragédie de Friedrich von Schiller, à Weimar

## Naissances
- 1er mai : Carlo Marenco, dramaturge italien, mort le 11 mai 1846.
- 28 juillet : Frédérick Lemaître, acteur français, mort le 26 janvier 1876.

## Décès
- 25 avril : Abel Seyler, acteur, metteur en scène et directeur de théâtre allemand, né le 23 août 1730.
- 5 août : Étienne-Dominique Bercher, dit Dauberval, acteur français, sociétaire de la Comédie-Française, né le 9 janvier 1725.
- 28 octobre : Charles-Georges Fenouillot de Falbaire de Quingey, dramaturge français, né le 16 juillet 1727.